# Palácio da Flor da Murta
O Palácio da Flor da Murta fica situado na Rua Poço dos Negros, 158, freguesia da Misericórdia, Lisboa.
De construção original quinhentista, foi progressivamente reedificado até à configuração actual, barroca, ao longo dos séculos XVII e XVIII, tendo sido propriedade dos Menezes, senhores de Alconchel. O edifício era de dois pisos, mas no século XIX foi-lhe acrescentado um piso superior.
A partir do final do século XIX, até cerca de 1920, o palácio esteve arrendado à Street & Cª. A empresa instalou oficinas de maquinaria nos jardins do edifício, mais tarde substituídas por uma garagem.
Já no século XX foi desafectada a capela, de invocação a Nossa Senhora de Monserrate, da qual resta o portal encimado por um frontão triangular e uma cruz, na fachada lateral. Mais tarde foram também removidos alguns painéis de azulejos.